# Відплиття на острів Кіферу
«Відплиття на острів Кіферу» (фр. Pèlerinage à l'île de Cythère) — перша картина Антуана Ватто 1717 року із серії «галантних святкувань». 
Тема картини Антуана Ватто була настільки новою, що для неї довелося відшукати новий термін - "галантні святкування". Черпаючи натхнення в театрі, художник зображує закоханих у вечірніх сукнях. Ці люди вирушають у пошуках кохання на острів Кіферу (Цитеру), до статуї богині Афродіти. Зображення природи в райдужному світлі має багато спільного з венеційським живописом.

## Опис
У стародавні часи острів Кіфера (Цитера), що розташований на грецьких островах Егейського моря, вважався одним з головних центрів культу Афродіти. На острові знаходився храм Афродіти, богині вроди й кохання. Острів є символом любовних утіх.
Зеленіючі дерева, пухкенькі амури, закохані пари, чудові шовкові сукні надають рідкісну грацію галантним сценам цієї картини. 
Прикрашена гірляндами статуя Афродіти з Еросом означає, що зображений тут ідилічний світ пов'язаний з пошуками кохання. Хоча в картині відсутні еротичні епізоди, вона наділена безсумнівною чуттєвістю. Але, як часто буває у Ватто, чарівна фривольність картини затьмарена відтінком меланхолії: жіноча фігура в центрі з жалем оглядається назад, як би натякаючи на швидкоплинність насолоди. 
Існує ще дві, дуже схожі картини Ватто «Паломництво на острів Кіферу», створені роком пізніше. Одна з них зберігається в музеї Штедель, інша - в Замку Шарлоттенбург.
За картину «Паломництво на острів Кіферу» Ватто був прийнятий у члени французької Академії. Ця мальовнича елегія Ватто будується не на колізії, дії (неясно навіть, відплиття або повернення зображено на полотні), а на ледь помітних відтінках настрою.
Композиція картин «Прибуття на острів Кіферу» і «Паломництво на острів Кіферу» позбавлена стійкості: герої то групами прямують вглиб картини, то розходяться парами, то раптом звертаються до глядача жестами чи поглядом. Персонажі немов підпорядковуються «видимій» музиці.